# Завальное кладбище
Завальное кладбище — старейшее кладбище города Тобольска. Объект культурного наследия народов России регионального значения. Здесь похоронены декабристы А. М. Муравьёв, С. Г. Краснокутский, В. К. Кюхельбекер и др., историк Сибири П. А. Словцов, а также сказочник Пётр Павлович Ершов.

## История
Кладбище приобрело название «Завальное» в связи с расположением за земляным валом, возведенным в конце XVII века и долгое время служившим северной границей города. Первоначально ударение в слове «Завальное» ставилось на первый слог, однако в конце XX века первоначальное значение названия забылось: «большинство горожан объясняют его происхождение от слова „заваливать“ (имеется в виду захоранивать)», в связи с чем ударение переместилось на второй слог.
Кладбище возникло в середине XVIII века, вскоре на его территории была построена деревянная церковь во имя Семи Отроков Эфесских, а в 1776 году на средства тогдашнего губернатора Д. И. Чичерина геодезии сержантом А. Абариным вместо неё был возведён каменный храм.
Долгое время являлось единственным христианским кладбищем города, при этом на нём хоронили представителей разных конфессий (в частности, В. К. Кюхельбекер исповедовал лютеранство). В 1872 году было разделено на участки, обозначенные столбами (быстро пришедшими в негодность), поскольку так было удобнее брать различную плату за места (чем ближе к храму, тем дороже, однако бедняков хоронили бесплатно). В 1881 году на территории кладбища был построен двухэтажный деревянный дом для церковнослужителей.
Уже в конце XIX века состояние кладбище вызывало тревогу: в 1882 году «Тобольские епархиальные ведомости» отмечали, что «полуразрушенные от времени памятники, сорванные с могил свежие цветы, заваленные полусгнившим лесом дорожки, грязь летом и снежные заносы зимою — явление здесь обыкновенное». В революционные годы ситуация ухудшилась (в частности, были похищены и деформированы детали одного из памятников над могилами декабристов А. М. Муравьева и Ф. Б. Вольфа, названных «Тобольскими епархиальными ведомостями» в числе лучших). Однако несмотря на то, что в 1926 году было отреставрировано большинство памятников декабристам, разрушение прочих захоронений продолжалось, в частности, в 1930-е годы почти все чугунные надгробные плиты были отправлены на переплавку. На начало XXI века кладбище является действующим, и существует мнение, что современные захоронения негативно сказываются на его историческом облике.
Согласно «Перечню объектов культурного наследия, расположенных в г. Тобольске», Завальное кладбище города Тобольска в установленных исторических границах на период второй половины XIX века является памятником истории регионального значения и было принято на охрану решением Тюменского облисполкома от 08.01.90 № 3.
Помимо церкви Семи Отроков Эфесских, являющейся памятником архитектуры и градостроительства федерального значения и принятой на охрану Указом Президента РФ от 20.02.1995 № 176, на территории кладбища находится 13 ОКН. Три из них являются памятниками истории регионального значения: могилы педагога И. П. Менделеева, исследователя Сибири А. А. Дунина-Горкавича, художника М. С. Знаменского. Остальные десять — памятники истории федерального значения, это могилы декабристов А. П. Барятинского, Ф. М. Башмакова, Ф. Б. Вольфа, С. Г. Краснокутского, В. К. Кюхельбекера, А. М. Муравьева, С. М. Семенова (могилы декабристов расположены по обе стороны главной аллеи), поэта П. А. Грабовского, писателя П. П. Ершова, историка Сибири П. А. Словцова. На кладбище похоронены также видный деятель экономики Ямало-Ненецкого национального округа П. Х. Прибыльский и его сын, учёный-историк, почётный гражданин Тобольска Ю. П. Прибыльский.